# The Devil's Rejects
The Devil's Rejects, titulada Los renegados del diablo en España y Violencia diabólica en Hispanoamérica, es una película del año 2005 escrita y dirigida por Rob Zombie y es una secuela directa de la película House of 1000 Corpses del 2003. La película gira en torno al hermano del oficial George Wydell, quien murió a manos  de la familia Firefly, cuando él y su compañero estaban buscando a los jóvenes protagonistas desaparecidos en 1000 Corpses.

## Trama
La película tiene lugar unos cuantos meses después de los hechos de la primera parte. La familia de criminales es atacada por un grupo de policías comandados por el sheriff del condado, John Quincy Wydell (William Forsythe), un exsoldado de la Guerra de Vietnam quien los buscaba por el asesinato y tortura de numerosas personas, entre ellas el teniente George Wydell, hermano mayor del primero, quien fuera asesinado en la primera película. Al principio, los psicópatas matan a algunos policías, pero Wydell manda a su subalterno, Dobson, a lanzar una bomba lacrimógena a la casa; los policías de inmediato obtienen ventaja. Solo dos miembros de la familia logran escapar, Otis (Bill Moseley) y Baby (Sheri Moon Zombie), mientras que Rufus (Tyler Mane) muere por disparos. La madre intenta suicidarse de un disparo en la cabeza, pero la pistola no tenía balas y es capturada.
Mientras tanto, el capitán Spaulding, el padre de Otis y Baby, ve a Wydell en la televisión, amenazando con capturar y despedazar a los asesinos. Horrorizado, se da a la fuga y en el trayecto llama a su hermano, el proxeneta Charlie (Ken Foree), para encontrar refugio. Tras quedarse sin gasolina, le roba el auto a una madre y a su hijo.
El sheriff Wydell interroga a Mamá Firefly, pero esta le responde con insultos y bromas macabras. Entre ellas, una referente a su hermano fallecido (Tom Towles), quien había sido asesinado por ella misma en la película anterior. Wydell ataca violentamente a Mamá Firefly y promete acabar con su familia de asesinos uno por uno.
Otis y Baby acuerdan reunirse con Cutter (Spaulding) en el Kaliki Palms Motel. A la vez secuestran a los miembros de Banjo & Sullivan, una banda de country rock sureño de Texas formada por Adam Banjo y su mejor amigo Roy Sullivan (Lew Temple y Geoffrey Lewis) y también a sus esposas. Matan al técnico de escenario de la banda, torturan a los músicos, y obligan a la esposa de Roy a desnudarse para la perversión de Otis. Este último va a desenterrar las armas que tiene escondidas y para ello se lleva a Adam y a Roy, para que le ayuden a cavar. Durante el trayecto, los músicos intentan reducir a Otis, pero fracasan y Otis mata a Roy golpeándolo en la cabeza con una madera, mientras Adam (quien había recibido un disparo en el cuello) maldice al psicópata y este le arranca la piel del rostro. 
Baby se divierte con las mujeres, hasta que Wendy (Kate Norby), la esposa de Adam, intenta pedir ayuda. Baby se enfurece y la persigue, matando a Gloria (Priscilla Barnes), la esposa de Roy. En eso llega el capitán Spaulding y noquea a Wendy.
Durante la noche, los asesinos reciben a Otis, quien usaba el rostro de Adam como máscara de cuero. Cutter se enfurece con su hijo y casi se van a los golpes, pero Baby los hace entrar en razón y deciden abandonar el motel, no sin antes ponerle la máscara de cuero a Wendy. Al día siguiente, la mucama hace sus deberes de limpieza, hasta que entra a la habitación y se encuentra con la macabra sorpresa y con Wendy, quien intenta pedirle ayuda, pero solo llega a correr a la carretera y un camión le aplasta la cabeza mientras pasaba.
En la escena del crimen, los policías intentan hablar con la mucama, pero esta no habla inglés porque es mexicana. El sheriff, quien sabía hablar español con fluidez, la interroga, pero no consigue nada. Entonces recurre a dos cazarrecompensas (Danny Trejo y Diamond Dallas Page) para conseguir su objetivo.
Mientras tanto, los psicópatas llegan al prostíbulo de Charlie, donde este los recibe y se ponen a celebrar hasta madrugada. Al día siguiente, Wydell obliga a Charlie a entregar a los miembros de la familia escondidos en su local. Ya de noche, el sheriff y los cazarrecompensas destruyen el lugar, matan a las prostitutas y capturan a los psicópatas, a quienes se los lleva de vuelta a su guarida.
Después de atraparlos, Wydell los tortura de la misma manera que lo hicieron con las víctimas; también le dice a Baby que mató a su madre. Luego prende fuego a la casa con Cutter y Otis dentro y persigue a Baby de la misma manera como esta última perseguía y mataba a Mary Knowles en la película anterior. Charlie, quien estaba arrepentido por lo que hizo, intenta salvar a Baby, pero es asesinado por el sheriff cuando este lo golpea con un hacha en el cuello. Cuando está a punto de estrangular a Baby, aparece Tiny (Matthew McGrory), el hermano que no estaba en la casa cuando ocurrió el tiroteo, quien mata al sheriff rompiéndole el cuello y rescata a los demás del fuego, pero se suicida tras introducirse en la casa incendiada. Otis, Baby y Spaulding escapan en un automóvil, pero son atrapados por una barricada hecha por la policía. Los asesinos deciden morir sin entregarse a las autoridades y el film termina con el grupo recibiendo una balacera.

## Reparto
- Sid Haig ... John "Capitán Spaulding" Cutter
- Bill Moseley ... Otis B. Driftwood
- Sheri Moon Zombie ... Vera-Ellen "Baby" Firefly
- Ken Foree ... Charlie Altamont
- Matthew McGrory ... Earl "Tiny" Firefly Jr
- William Forsythe ... Sheriff John Quincey Wydell
- Tyler Mane ... Rufus "RJ" Firefly Jr
- Leslie Easterbrook ... Mamá Firefly
- Dave Sheridan ... Oficial Ray Dobson
- Elizabeth Daily ... Candy
- Michael Berryman ... Clevon
- Danny Trejo ... Rondo
- Diamond Dallas Page ... Billy Ray Snapper
- Brian Posehn ... Jimmy
- Kate Norby ... Wendy Banjo
- Priscilla Barnes ... Gloria Sullivan
- Lew Temple ... Adam Banjo
- Geoffrey Lewis ... Roy Sullivan
- Tom Towles ... George Wydell
- Deborah Van Valkenburgh ... Casey
- Ginger Lynn Allen ... Fanny
- Daniel Roebuck ... Morris Green

## Recepción
The Devil's Rejects fue estrenada el 22 de julio de 2005 en 1.757 cines a lo largo de Estados Unidos recaudando 7,1 millones de dólares en su primer fin de semana, con lo que logró recuperar los 7 millones que había costado su producción. La película recaudó 17 millones de dólares en América del Norte y 2,3 millones en el resto del mundo, logrando un total de 19,4 millones.
La película recibió respuestas variadas por parte de la crítica cinematográfica, obteniendo un 53% de comentarios "frescos" en el sitio web Rotten Tomatoes y una puntuación de 53/100 en Metacritic.